# Tadeusz Cynkin
Tadeusz Kazimierz Cynkin (ur. 25 kwietnia 1920 w Radomiu, zm. 10 listopada 2014 w Szwecji) – polski żołnierz zawodowy w stopniu pułkownika, lotnik, przedsiębiorca i polityk, poseł na Sejm PRL II kadencji.

## Życiorys
Syn Napoleona i Heleny, uzyskał wykształcenie średnie. We wrześniu 1939 roku wstąpił ochotniczo do oddziałów obrony Lwowa. Po wkroczeniu Armii Czerwonej, zgodnie z otrzymanym rozkazem, zakopał dużą ilość broni. Na skutek donosu agenta Ludowego Komisariatu Spraw Wewnętrznych (NKWD) został aresztowany i osadzony w więzieniu na Zamarstynowie. Od stycznia 1940 roku przebywał w jednej celi z Władysławem Broniewskim. Nawiązali przyjazne stosunki, Broniewski napisał poświęcony Cynkinowi wiersz „Kasztan” umieszczonego w wydaniach krajowych dopiero po roku 1989 w tomiku „Bagnet na broń”.
Po przejściu ciężkiego śledztwa, 30 marca 1940 roku, Tadeusz Cynkin został skazany przez Sąd Ludowy na półtora roku więzienia. Karę odbywał we Lwowie, Kijowie, Czernihowie oraz Połtawie. Po wybuchu wojny radziecko-niemieckiej zostaje wcielony do batalionu pracy. W strefie przyfrontowej wykonywał umocnienia wojskowe pod Charkowem i Stalingradem, często w ekstremalnie trudnych warunkach. Po utworzeniu w roku 1941 w Związku Radzieckim Armii Polskiej, zgłosił się do niej niezwłocznie. Parokrotne aresztowanie i przetrzymywanie uniemożliwiło wstąpienie do Armii Andersa. W 1943 zgłosił się jako ochotnik do 1 Dywizji im. Tadeusza Kościuszki. Po ukończeniu 2-miesięcznej szkoły oficerskiej przeszedł z 1 DP cały jej bojowy szlak jako dowódca kompanii oraz batalionu. Po wojnie, jako doświadczony oficer frontowy, szkolony w Centrum Wyszkolenia Piechoty, szybko awansował. Dowodził pułkiem, dywizją i korpusem. Zdegradowany wskutek interwencji organów informacji, przez które był rozpracowywany od 1950. Był kierownikiem studium wojskowego przy Uniwersytecie Jagiellońskim i przy Uniwersytecie Marii Curie-Skłodowskiej w Lublinie. Odwilż gomułkowską spędził w Krakowie. Zdobywszy zaufanie studentów zdołał udaremnić w wiecu pod AGH groźną prowokację.
W 1957 wybrany na posła na Sejm PRL II kadencji z okręgu Kraków jako członek Polskiej Zjednoczonej Partii Robotniczej, w parlamencie pracował w komisjach Obrony Narodowej oraz Wymiaru Sprawiedliwości. Był pilotem, w czasie trwania kadencji został wysłany przez Ministerstwo Obrony Narodowej na studia na Akademii Wojskowej im. Michaiła Frunzego.
Po odwołaniu z Akademii, z braku dowodów na wrogą działalność, został aresztowany i uwięziony pod pozorem innej sprawy. Po odbyciu kary, pozbawiony środków do życia, emigruje w roku 1971 do Szwecji. Tam założył i rozwinął przedsiębiorstwo w branży tłumaczeniowej. W 2002 przywrócono mu stopień wojskowy.

## Odznaczenia
- Order Krzyża Grunwaldu III klasy
- Krzyż Walecznych (dwukrotnie)